# Arminia Bielefeld/Saison 1952/53
Dieser Artikel beschreibt den Verlauf der Saison 1952/53 von Arminia Bielefeld. Arminia Bielefeld trat in der Saison in der seinerzeit zweitklassigen II. Division West an und wurde Sechster. Im Westdeutschen Pokal erreichte die Mannschaft das Achtelfinale. Für den DFB-Pokal konnte sich die Arminia nicht qualifizieren. Trainiert wurde die Mannschaft von Hellmut Meidt.

## Personalien

### Kader
Die Spieler werden in alphabetischer Reihenfolge genannt. Sofern bekannt wird die Position genannt. Die Zahlen in Klammern nennen die Anzahl der Einsätze und Tore in der II. Division West. Daten über Einsätze und Tore im Westdeutschen Pokal liegen nicht vor.
| Name               | Position | Spiele / Tore |
| ------------------ | -------- | ------------- |
| Leo Baum           |          | 11 / 3        |
| Heinz Birkenfeld   |          | 3 / 0         |
| Horst Dumke        |          | 18 / 3        |
| Heinz Ebke         | Torwart  | 30 / 0        |
| Walter Franke      |          | 22 / 0        |
| Karl-Heinz Hellwig | Sturm    | 25 / 9        |
| Horst Jastrzemski  |          | 5 / 1         |
| Heinz Kindel       |          | 6 / 1         |
| Herbert Kordfunke  | Sturm    | 29 / 3        |
| Karl Link          |          | 10 / 2        |
| Wilfried Meier     |          | 22 / 6        |
| Willi Nolting      |          | 29 / 0        |
| Reinhold Ortmann   |          | 20 / 3        |
| Josef Pernutz      |          | 29 / 5        |
| Werner Schierhorn  |          | 1 / 0         |
| Manfred Spilker    |          | 2 / 0         |
| Günther Stolte     |          | 11 / 0        |
| Kurt Zentner       |          | 23 / 0        |

## Saison
Alle Ergebnisse aus Sicht von Arminia Bielefeld. Grün unterlegte Ergebnisse kennzeichnen einen Sieg, rot unterlegte eine Niederlage und gelb unterlegte ein Unentschieden.

### II. Division West
| Runde | Datum              | Gegner              | Ort      | Ergebnis |
| ----- | ------------------ | ------------------- | -------- | -------- |
| 1     | 24. August 1952    | Marathon Remscheid  | Auswärts | 1:4      |
| 2     | 31. August 1952    | SSV Wuppertal       | Heim     | 1:0      |
| 3     | 7. September 1952  | Duisburger SpV      | Auswärts | 1:3      |
| 4     | 14. September 1952 | SpVgg Herten        | Heim     | 2:1      |
| 5     | 21. September 1952 | SG Wattenscheid 09  | Auswärts | 2:2      |
| 6     | 28. September 1952 | Union Krefeld       | Heim     | 3:2      |
| 7     | 12. Oktober 1952   | Hamborn 07          | Auswärts | 1:1      |
| 8     | 19. Oktober 1952   | VfB Bottrop         | Heim     | 1:0      |
| 9     | 26. Oktober 1952   | Rheydter SV         | Auswärts | 0:5      |
| 10    | 2. November 1952   | VfL Bochum          | Heim     | 0:1      |
| 11    | 16. November 1952  | Rhenania Würselen   | Auswärts | 2:1      |
| 12    | 23. November 1952  | TSG Vohwinkel       | Heim     | 1:2      |
| 13    | 30. November 1952  | SG Düren 99         | Heim     | 2:0      |
| 14    | 7. Dezember 1952   | Rot-Weiß Oberhausen | Auswärts | 4:2      |
| 15    | 14. Dezember 1952  | Westfalia Herne     | Heim     | 2:0      |
| 16    | 4. Januar 1953     | Marathon Remscheid  | Heim     | 1:0      |
| 17    | 11. Januar 1953    | SSV Wuppertal       | Auswärts | 0:2      |
| 18    | 18. Januar 1953    | Duisburger SpV      | Heim     | 2:0      |
| 19    | 25. Januar 1953    | SpVgg Herten        | Auswärts | 5:2      |
| 20    | 8. Februar 1953    | SG Wattenscheid 09  | Heim     | 1:6      |
| 21    | 15. Februar 1953   | Union Krefeld       | Auswärts | 5:2      |
| 22    | 22. Februar 1953   | Hamborn 07          | Heim     | 0:3      |
| 23    | 1. März 1953       | VfB Bottrop         | Auswärts | 0:3      |
| 24    | 5. April 1953 1    | Rheydter SV         | Heim     | 2:1      |
| 25    | 15. März 1953      | VfL Bochum          | Auswärts | 0:4      |
| 26    | 22. März 1953      | Rhenania Würselen   | Heim     | 2:1      |
| 27    | 29. März 1953      | TSG Vohwinkel       | Auswärts | 1:2      |
| 28    | 12. April 1953     | SG Düren 99         | Auswärts | 0:2      |
| 29    | 19. April 1953     | Rot-Weiß Oberhausen | Heim     | 3:0      |
| 30    | 3. Mai 1953        | Westfalia Herne     | Auswärts | 0:0      |

### Westdeutscher Pokal
| Runde | Datum        | Gegner             | Ort      | Ergebnis  |
| ----- | ------------ | ------------------ | -------- | --------- |
| 1     | 17. Mai 1953 | VfJ 08 Paderborn   | Auswärts | 2:0       |
| 2     | 25. Mai 1953 | SpVg Beckum        | Heim     | 2:1 n. V. |
| 3     | 31. Mai 1953 | Schwarz-Weiß Essen | Heim     | 2:1       |
| AF    | 7. Juni 1953 | TSG Vohwinkel      | Auswärts | 1:3       |

## Zuschauer
Arminia Bielefeld konnte bei den 15 Heimspielen insgesamt 70.000 Zuschauer begrüßen, was einem Schnitt von 4667 entsprach. Damit belegten die Bielefelder Platz sieben in der Zuschauertabelle. 7500 Zuschauer kamen zum Heimspiel gegen den VfB Bottrop. Dagegen wollten nur 2000 Zuschauer das Spiel gegen Hamborn 07 sehen.